# 容韦勒
容韦勒（法語：Jonvelle，法語發音：[ʒɔ̃vɛl]）是法国上索恩省的一个市镇，属于沃苏勒区。

## 地理
容韦勒（47°56'18"N, 5°55'13"E）面积12.37 平方千米，位于法国勃艮第-弗朗什-孔泰大區上索恩省，该省份为法国东部内陆省份，北起顺时针与孚日省、贝尔福地区省、杜省、汝拉省、科多尔省和上马恩省接壤。
与容韦勒接壤的市镇（或旧市镇、城区）包括：布斯罗库尔、昂丰韦勒、布尔贝韦勒、蒙库尔、阿默韦勒、索恩河畔沙蒂永、格里尼翁库尔。

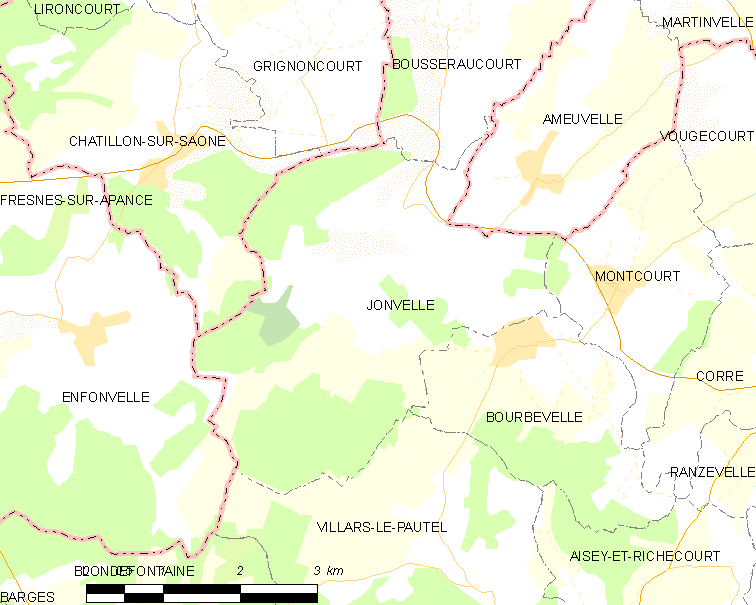
容韦勒的OSM定位图

容韦勒的时区为UTC+01:00、UTC+02:00（夏令时）。

## 行政
容韦勒的邮政编码为70500，INSEE市镇编码为70291。

## 政治
容韦勒所属的省级选区为瑞塞县。

## 人口

1962-2008年间容韦勒人口变化图示

容韦勒于2022年1月1日时的人口数量为101人。